# Digitalis parviflora
Digitalis parviflora là một loài thực vật có hoa trong họ Mã đề. Loài này được Jacq. mô tả khoa học đầu tiên năm 1770.

## Hình ảnh

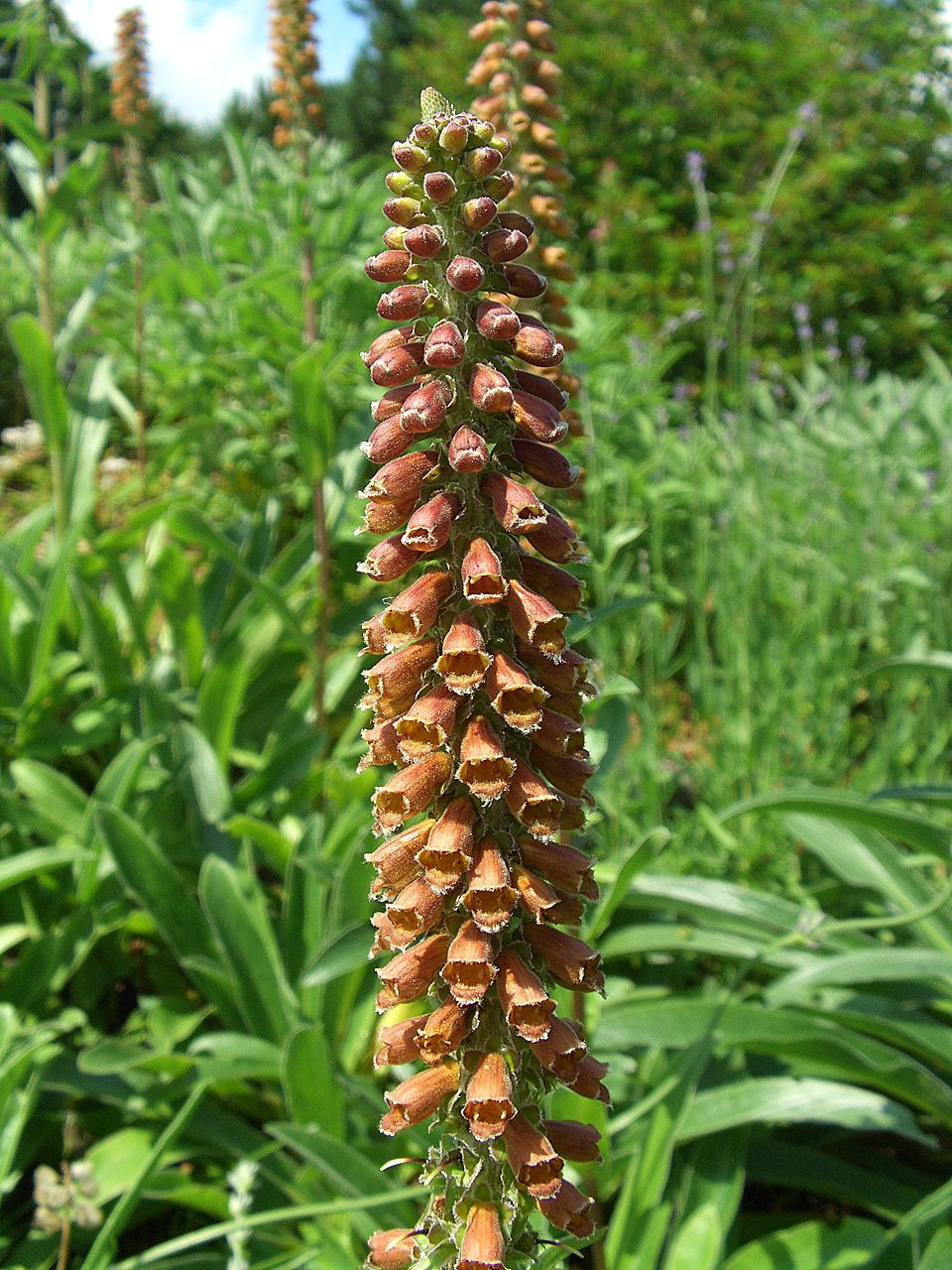
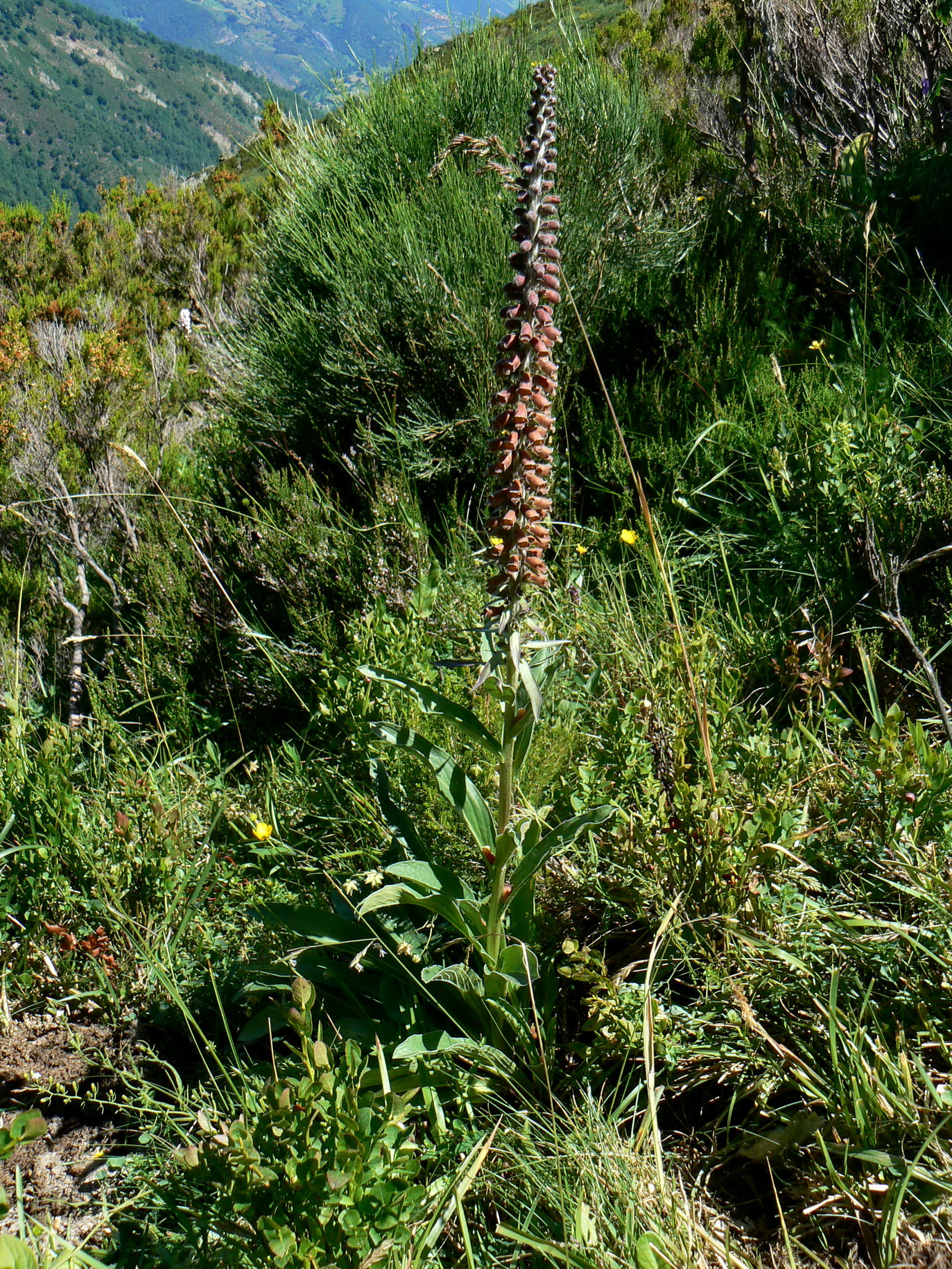
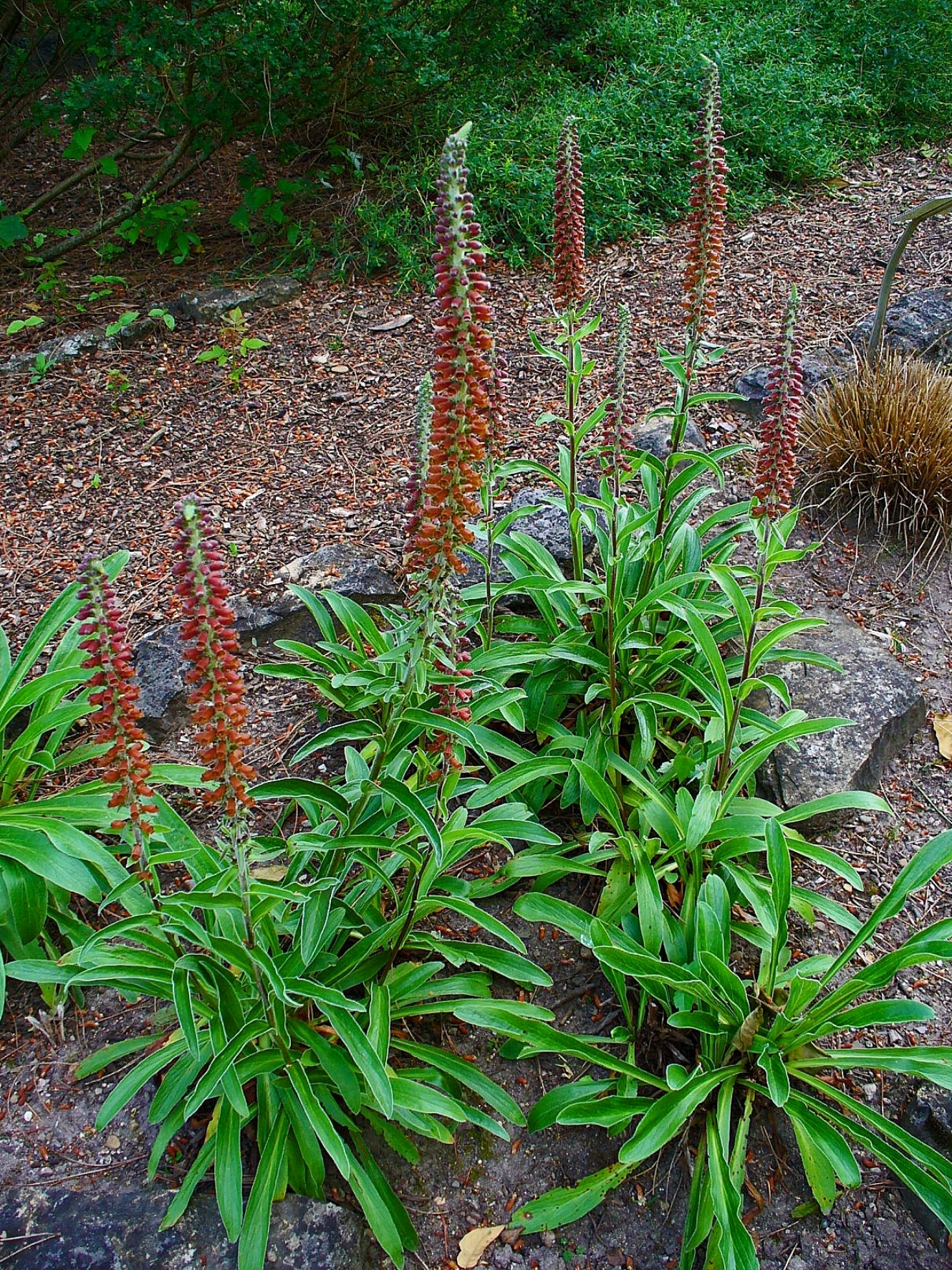
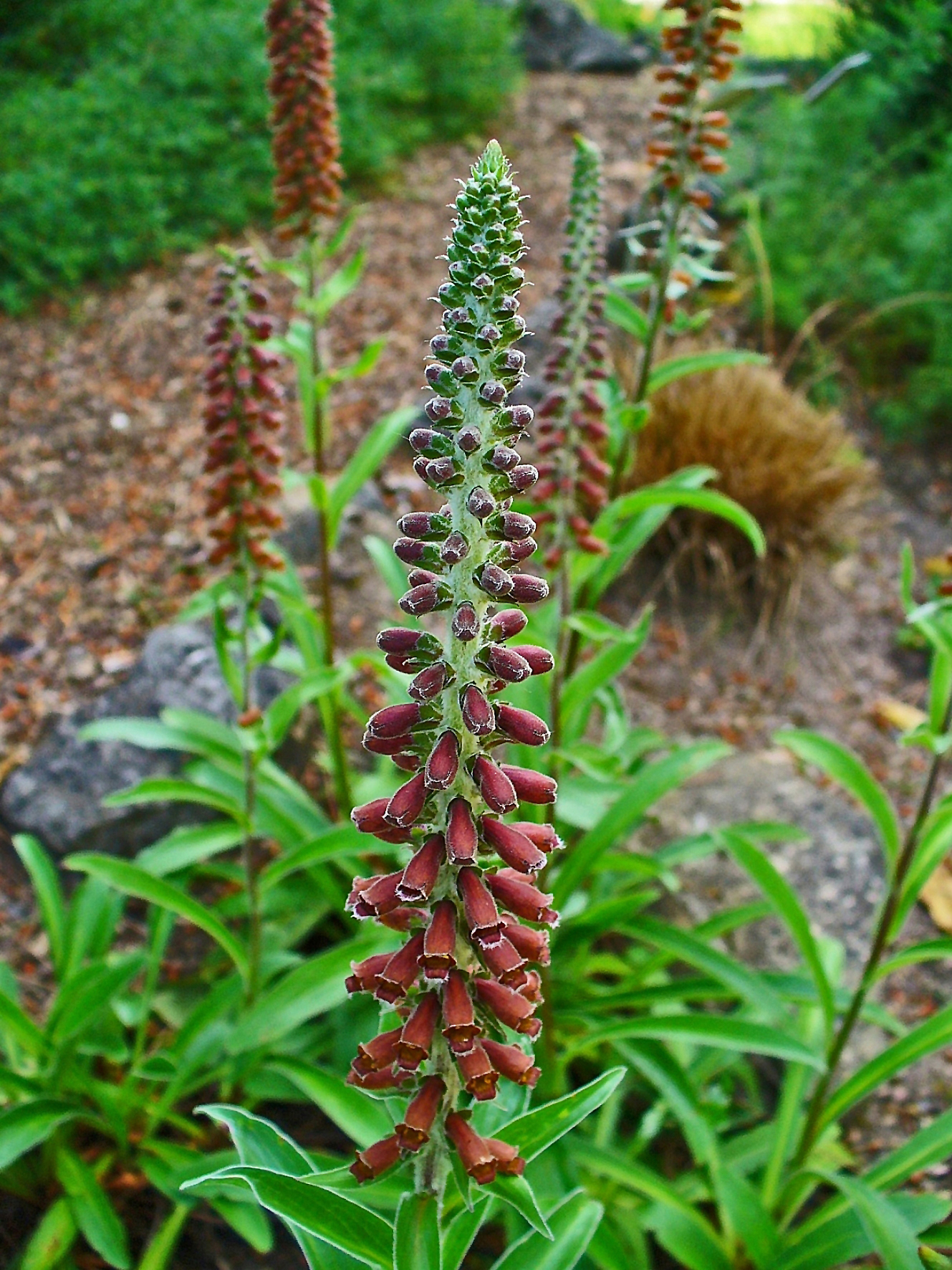